# Onthophagus amphicoma
Onthophagus amphicoma là một loài bọ cánh cứng trong họ Bọ hung (Scarabaeidae).